# Pandanus reclinatus
Pandanus reclinatus är en enhjärtbladig växtart som beskrevs av Ugolino Martelli. Pandanus reclinatus ingår i släktet Pandanus och familjen Pandanaceae. Inga underarter finns listade.